# Bukszpan

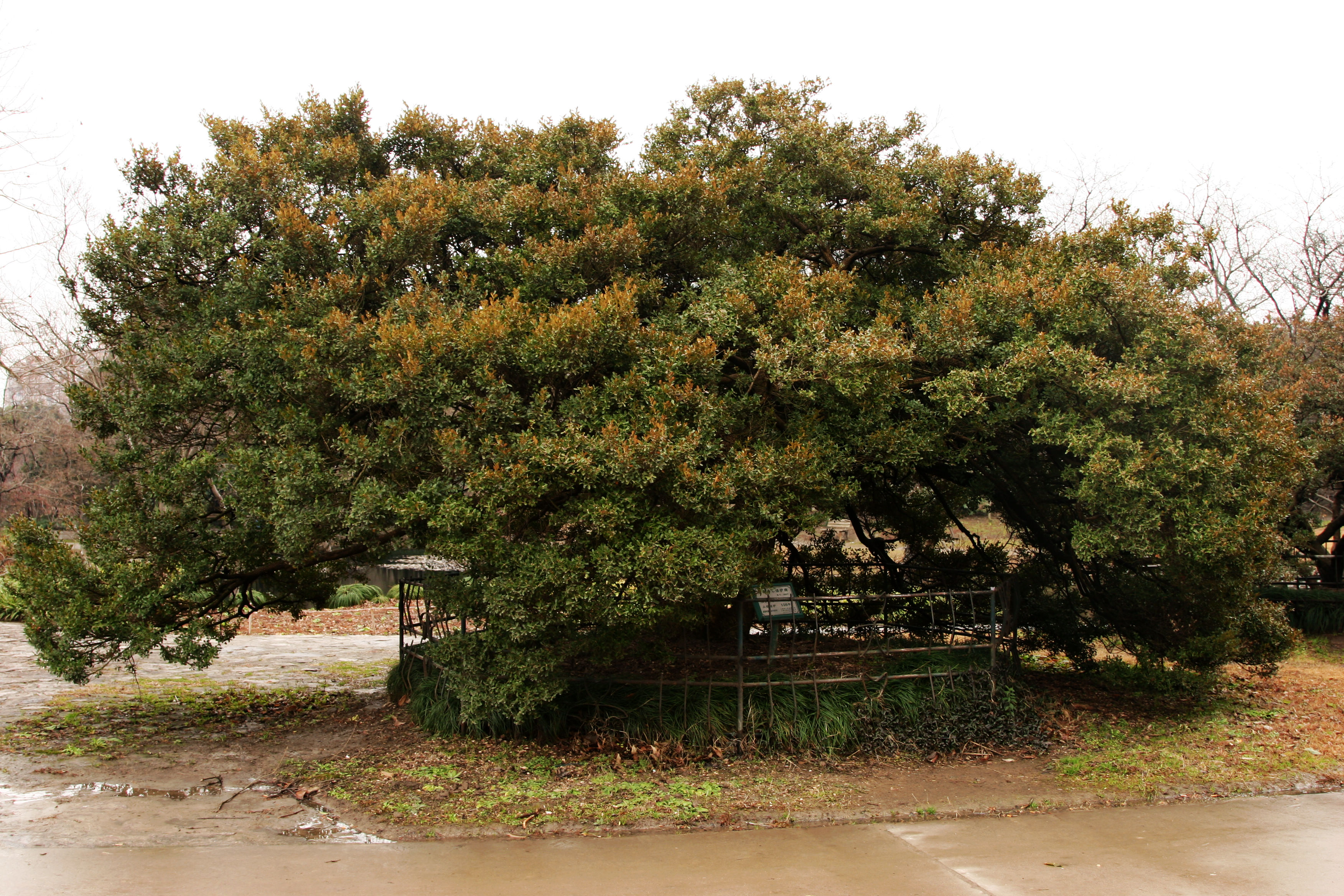
Buxus sinica

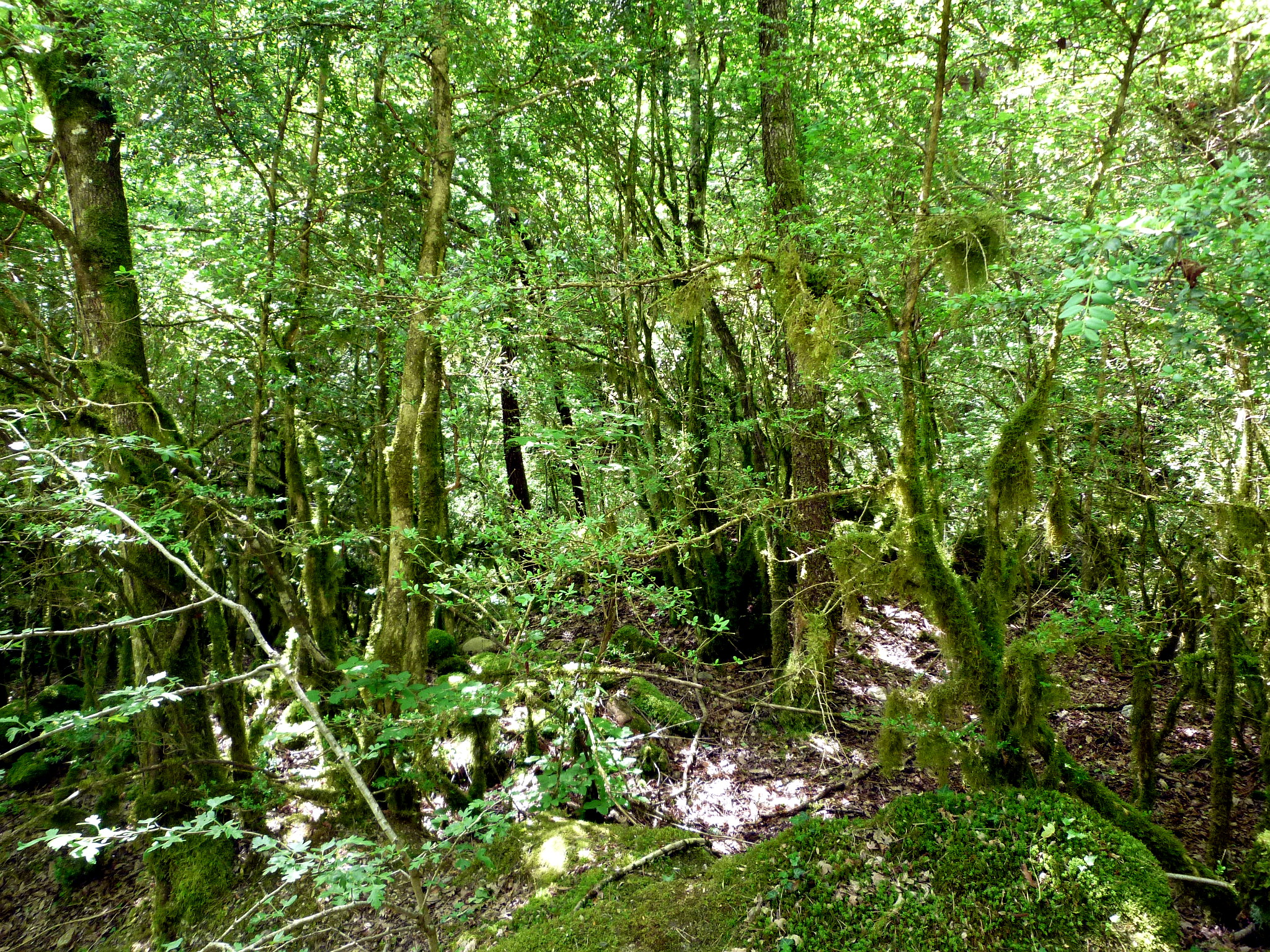
Las z bukszpanem zwyczajnym

Bukszpan (Buxus L.) – rodzaj zimozielonych drzew i krzewów z rodziny bukszpanowatych. W obrębie rodzaju wyróżnia się od ok. 90 do 100 gatunków. Na różnice wpływa m.in. włączanie tu lub wyodrębnianie kilku gatunków afrykańskich (rodzaj Notobuxus). Rodzaj ma dwa centra zróżnicowania – Antyle (ok. 50 gatunków, z czego na Kubie 34) i Azja Wschodnia w strefie klimatu umiarkowanego (ok. 40 gatunków). Poza tym gatunki z tego rodzaju występują w Ameryce Centralnej, na Madagaskarze i w Afryce Subsaharyjskiej, w zachodniej i południowej Europie oraz w basenie Morza Śródziemnego. Są to krzewy i niewielkie drzewa rosnące zwykle w podszycie suchych lasów na glebach przepuszczalnych. Zawierają alkaloidy o silnym działaniu przeczyszczającym.
Liczne gatunki i odmiany bukszpanów uprawiane są jako rośliny ozdobne, zwłaszcza stosowane w formie ciętych (strzyżonych) żywopłotów. Najbardziej popularny w uprawie, także w Polsce, jest bukszpan zwyczajny B. sempervirens. Poza tym w uprawie w Europie Środkowej spotykane są: bukszpan balearski B. balearica, bukszpan Harlanda B. harlandii, bukszpan drobnolistny B. microphylla i bukszpan Wallicha B. wallichiana. Wykorzystywane jest drewno bukszpanów wyróżniające się twardością i ciężkością – drewno bukszpanu zwyczajnego jest najcięższe z gatunków europejskich – jest cięższe od wody. Wykorzystywane jest w drzeworytnictwie, markietażu, do tworzenia inkrustacji, do wyrobu fletów, kul do gry w krokieta, grzebieni. W późnym średniowieczu służył do wyrobu orzechów modlitewnych. Gałązkami bukszpanu ozdabiane są w wielu krajach europejskich palmy wielkanocne święcone podczas chrześcijańskiego święta – Niedzieli Palmowej.

## Morfologia

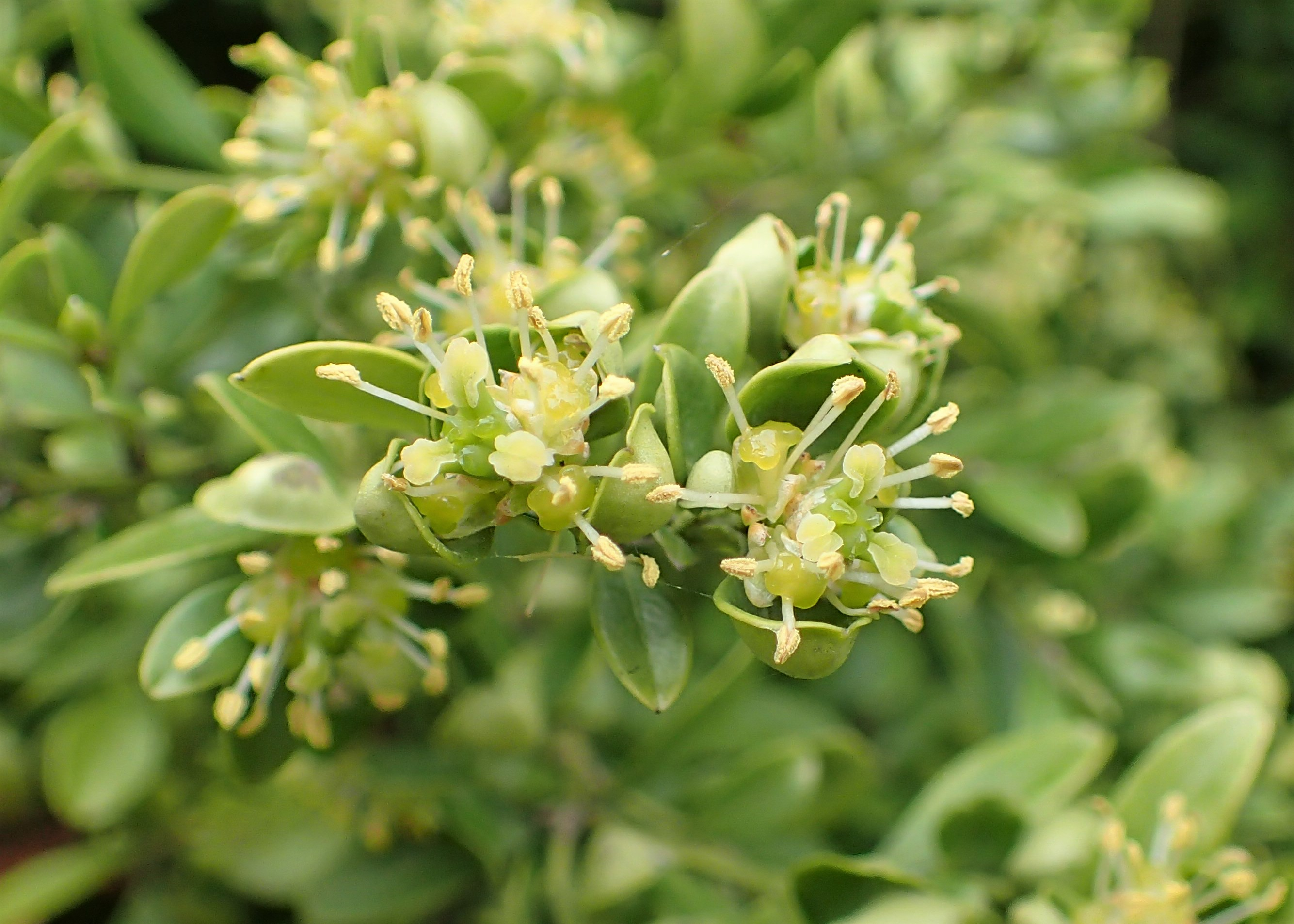
Kwiaty bukszpanu drobnolistnego

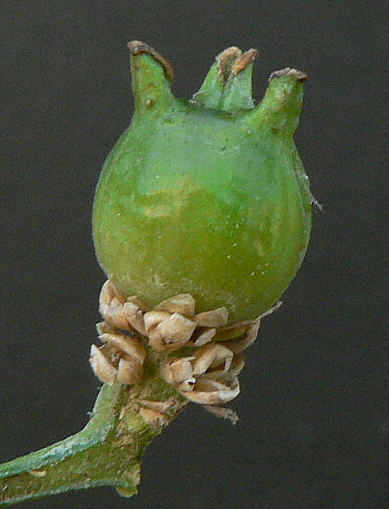
Owoc bukszpanu zwyczajnego

PokrójZimozielone krzewy i niewielkie drzewa, osiągające zwykle do 8 m, a w przypadku bukszpanu zwyczajnego i balearskiego nawet 20 m wysokości. Rośliny zwykle nagie o młodych pędach zielonych i czworobocznych.
LiścieNakrzyżległe, zimozielone, krótkoogonkowe, o blaszce skórzastej, niewielkiej (do 5 cm u B. wallichiana), całobrzegiej, użyłkowanej pierzasto.
KwiatyDrobne, promieniste, rozdzielnopłciowe (rośliny jednopienne). Kwiaty wyrastają w kątach liści, w kulistawych, gęstych pęczkach, w których kwiaty męskie otaczają kwiat żeński. W kwiatach męskich okwiat składa się z czterech działek kielicha i czterech pręcików. W kwiatach żeńskich listków okwiatu jest 5–6. Zalążnia jest górna, powstaje z trzech owocolistków (w każdej z trzech komór rozwijają się po dwa zalążki). Ponad zalążnią szyjki trzech słupków są rozchylone i zwieńczone często zbiegającymi po nich znamionami.
OwoceSuche torebki, kulistawe lub jajowate, rogate z powodu zachowujących się szyjek słupka. Pękają trzema klapami eksplozywnie wyrzucając czarne nasiona.

## Systematyka
Pozycja systematyczna
Rodzaj Buxus należy do rodziny bukszpanowatych (Buxaceae) z rzędu bukszpanowców (Buxales). W zależności od ujęcia włączane lub wyłączanych jest tu kilka gatunków z rodzaju Notoceras występujących w południowej Afryce.
Wykaz gatunków
- Buxus acuminata (Griseb.) Müll.Arg.
- Buxus acunae Borhidi & O.Muñiz
- Buxus acutata Friis
- Buxus aneura Urb.
- Buxus arborea Proctor
- Buxus austroyunnanensis Hatus.
- Buxus bahamensis Baker
- Buxus balearica Lam. – bukszpan balearski
- Buxus bartlettii Standl.
- Buxus benguellensis Gilg
- Buxus bissei Eg.Köhler
- Buxus bodinieri H.Lév.
- Buxus braimbridgeorum Eg.Köhler
- Buxus brevipes (Müll.Arg.) Urb.
- Buxus calcarea G.E.Schatz & Lowry
- Buxus capuronii G.E.Schatz & Lowry
- Buxus cephalantha H.Lév. & Vaniot
- Buxus cipolinica Lowry & G.E.Schatz
- Buxus citrifolia (Willd.) Spreng.
- Buxus cochinchinensis Pierre ex Gagnep.
- Buxus cordata (Radcl.-Sm.) Friis
- Buxus crassifolia (Britton) Urb.
- Buxus cristalensis Eg.Köhler & P.A.González
- Buxus cubana (A.Rich.) Baill.
- Buxus ekmanii Urb.
- Buxus excisa Urb.
- Buxus foliosa (Britton) Urb.
- Buxus glomerata (Griseb.) Müll.Arg.
- Buxus gonoclada (C.Wright ex Griseb.) Müll.Arg.
- Buxus hainanensis Merr.
- Buxus harlandii Hance – bukszpan Harlanda
- Buxus hebecarpa Hatus.
- Buxus henryi Mayr
- Buxus hildebrandtii Baill.
- Buxus humbertii G.E.Schatz & Lowry
- Buxus ichagensis Hatus.
- Buxus imbricata Urb.
- Buxus itremoensis G.E.Schatz & Lowry
- Buxus jaucoensis Eg.Köhler
- Buxus koehleri P.A.González & Borsch
- Buxus laevigata (Sw.) Spreng.
- Buxus lancifolia Brandegee
- Buxus latistyla Gagnep.
- Buxus leivae Eg.Köhler
- Buxus linearifolia M.Cheng
- Buxus lisowskii Bamps & Malaisse
- Buxus liukiuensis (Makino) Makino
- Buxus loheri Merr.
- Buxus macowanii Oliv.
- Buxus macrocarpa Capuron
- Buxus macrophylla (Britton) Fawc. & Rendle
- Buxus madagascarica Baill.
- Buxus malayana Ridl.
- Buxus marginalis (Britton) Urb.
- Buxus megistophylla H.Lév.
- Buxus mexicana Brandegee
- Buxus microphylla Siebold & Zucc. – bukszpan drobnolistny
- Buxus moana Alain
- Buxus moctezumae Eg.Köhler, R.Fernald & Zamudio
- Buxus monticola G.E.Schatz & Lowry
- Buxus moratii G.E.Schatz & Lowry
- Buxus muelleriana Urb.
- Buxus myrica H.Lév.
- Buxus natalensis (Oliv.) Hutch.
- Buxus nipensis Eg.Köhler & P.A.González
- Buxus nyasica Hutch.
- Buxus obtusifolia (Mildbr.) Hutch.
- Buxus olivacea Urb.
- Buxus pachyphylla Merr.
- Buxus papillosa C.K.Schneid.
- Buxus pilosula Urb.
- Buxus portoricensis Alain
- Buxus pseudaneura Eg.Köhler
- Buxus pubescens Greenm.
- Buxus pubifolia Merr.
- Buxus pubiramea Merr. & Chun
- Buxus pulchella Baill.
- Buxus rabenantoandroi G.E.Schatz & Lowry
- Buxus retusa (Griseb.) Müll.Arg.
- Buxus revoluta (Britton) Mathou
- Buxus rheedioides Urb.
- Buxus rivularis Merr.
- Buxus rolfei S.Vidal
- Buxus rotundifolia (Britton) Mathou
- Buxus rugulosa Hatus.
- Buxus rupicola Ridl.
- Buxus sclerophylla Eg.Köhler
- Buxus sempervirens L. – bukszpan zwyczajny, b. wiecznie zielony
- Buxus serpentinicola Eg.Köhler
- Buxus shaferi (Britton) Urb.
- Buxus sinica (Rehder & E.H.Wilson) M.Cheng
- Buxus sirindhorniana W.K.Soh, von Sternb., Hodk. & J.Parn.
- Buxus stenophylla Hance
- Buxus subcolumnaris Müll.Arg.
- Buxus triptera Eg.Köhler
- Buxus vaccinioides (Britton) Urb.
- Buxus vahlii Baill.
- Buxus wallichiana Baill. – bukszpan Wallicha, b. indyjski
- Buxus wrightii Müll.Arg.
- Buxus yunquensis Eg.Köhler